# Albigenská křížová výprava
Albigenská křížová výprava neboli křížová výprava proti albigenským (též proti katarům), kterou vyhlásil papež Inocenc III. v roce 1208, byla kruciáta proti katarům na jihu Francie, kteří byli známi jako „albigenští“ (podle města Albi). Papež předtím pověřil cisterciácké mnichy, aby v této oblasti kázali pravou víru. V roce 1206 se k nim připojil Domingo de Guzmán (pozdější svatý Dominik), jenž právě po zkušenostech v této kampani založil Řád bratří kazatelů neboli dominikánský řád. Přesvědčování samo nepomohlo. Proto byla v letech 1208 až 1229 vyhlášena křížová výprava a založena inkvizice, vykonávaná ponejvíce právě dominikány a posléze i čerstvě vzniklými františkány.

## Předchozí události

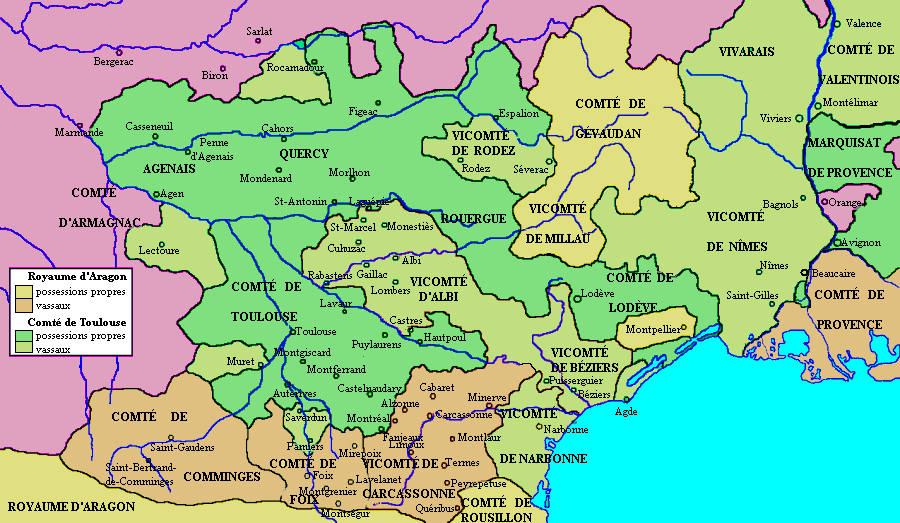
Politická mapa Languedocu před zahájením křížové výpravy

První papežovy výzvy, slibující dva roky odpustků, neměly velký ohlas. Když však bylo bojovníkům umožněno přivlastnit si půdu, kterou dobyli, rozjela se křížová výprava na plné obrátky. Tímto činem se však značně posunul původní ideál výprav – křížové tažení bylo vypraveno proti křesťanům přímo v Evropě, a osvobození Svaté země se tak stalo druhořadou záležitostí. 

## Průběh
Tažení bylo zahájeno pod vedením Arnauda Amauryho (latinská podoba jména Arnaldus Amalricus), papežského legáta a opata kláštera v Citeaux. Křižáci pustošili celá města, vyvražďovali jejich obyvatele a ničili poklady provensálské kultury. Stovky zajatců byly surově upáleny na hranicích a tisíce lidí zahynuly při drancování. Např. v městě Béziers bylo vyvražděno veškeré obyvatelstvo – dvacet tisíc lidí – bez ohledu na vyznání, neboť byli vybíjeni katolíci stejně jako albigenští nebo příslušníci jakékoliv jiné víry. Když město již bylo před dobytím s drancováním a pleněním, obléhatelé vědouce, že ve městě žijí i katolíci, se papežského legáta ptali, jak kacíře či katolíky poznají. Ten jim odpověděl: „Tuez-les tous, Dieu reconnaîtra les siens." – „Zabte je všechny, Bůh si ty svoje pozná." Některé zdroje naopak tuto historku zpochybňují s tím, že se v literatuře neobjevuje dříve, než v 17. století.

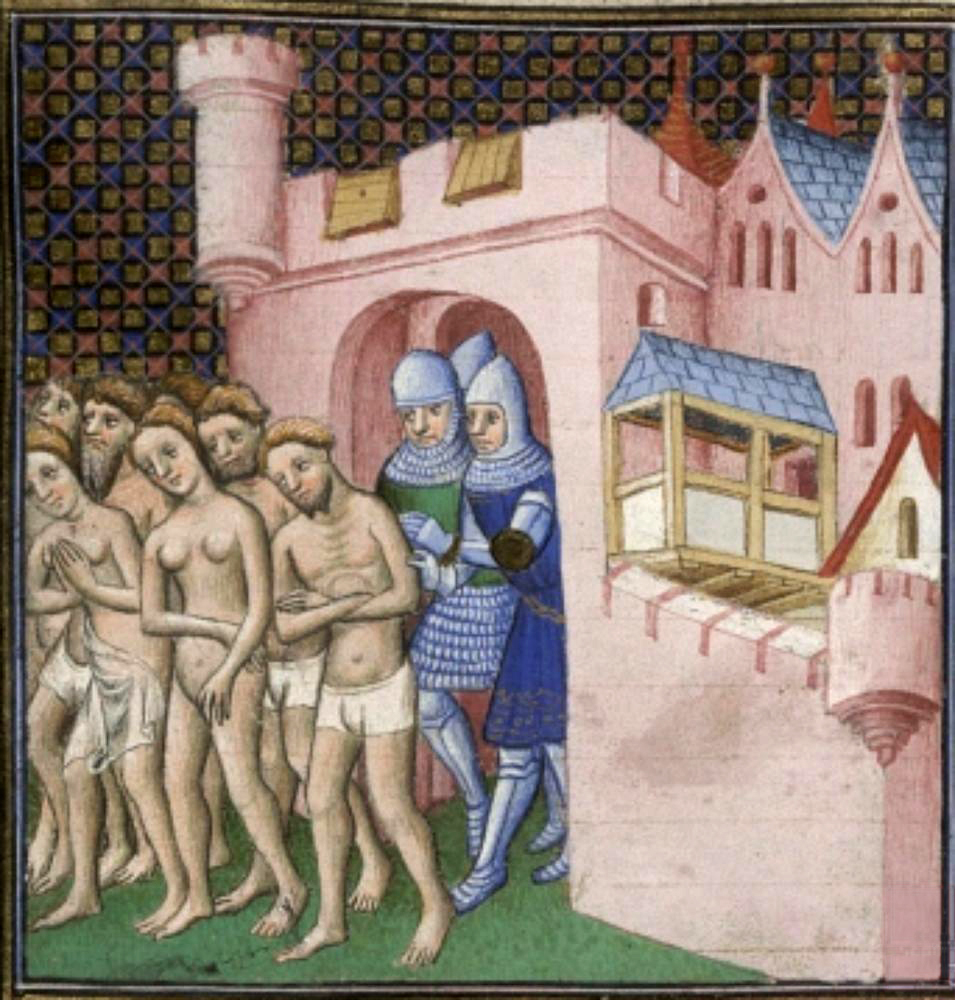
Odchod albigenských zajatců z Carcassonnu

Válka probíhala během vlády tří francouzských panovníků Filipa II. Augusta (1180 – 1223), Ludvíka VIII. (1223 – 1226) a Ludvíka IX. (1226 – 1270). Dozvuky měla ještě v roce 1244, kdy padla poslední útočiště albigenských, vesnice Minerve, hrad Montségur a hrad Quéribus (1255). 

## Následky
Jejím výsledkem bylo připojení velké části jihu k francouzské koruně a naprosté vyvraždění albigenských na tomto území. Avšak mezitím se hnutí stihlo rozšířit do zemí západní a jižní Evropy, kde katarský pesimistický životní pocit nadlouho přetrvával. Zničena byla rozvíjející se velmi vyspělá okcitánská kultura a tolerantní společnost, které byly v něčem následovány až italskou renesancí o cca 200 let později a jih (současné) Francie byl pofrancouzštěn.